# Memories of Machines
Memories of Machines (MoM) is een muziekgroep die als twee enige leden heeft Tim Bowness en Giancarlo Erra. De band speelt een mengeling van progressieve rock en artrock.
Bowness speelde voor MoM soloalbums vol en vormde samen met Steven Wilson no-man. Erra is de drijvende kracht achter de Italiaanse band Nosound. De samenwerking van de heren is te danken aan Steven Wilson, die zowel een verbintenis heeft met Bowness (bandlid) als Nosound (muziekproducent). De samenwerking begon als het meezingen van Bowness op het studioalbum Lightdark van Nosound. Someone starts to fade away was het eerste vrucht van hun samenwerking. In 2006 waren de heren weer samen te horen, toen tijdens een concert waarbij Bowness Change me once again zong. Vanaf die tijd zagen de heren elkaar bij verschillende gelegenheden en kwam uiteindelijk in 2011 een gezamenlijk album uit onder de bandnaam Memories of Machines. Bij de opnamen speelde een aantal gastmusici mee.

## Discografie
- Warm winter - (juni 2011)